# Saïfoulaye Diallo
Saïfoulaye Diallo (), né le 1er juillet 1923 à Diary-Labé et décédé le 25 septembre 1981 à Conakry, est un Député homme politique guinéen.
Premier président de l'Assemble nationale de la république de Guinée de 1958 en 1963.

## Biographie
Elu secrétaire politique en 1948 et numéro 2 du Parti démocratique de Guinée, dirigé par Sékou Touré, secrétaire général, il est président de l'Assemblée territoriale de Conakry pendant la période coloniale et député à l'Assemblée nationale française, de 1956 à 1958. L'un des principaux artisans de l'indépendance, il est président de la nouvelle Assemblée nationale guinéenne de 1958 à 1963. À partir de 1963, il entre au gouvernement et dirige différents ministères dont celui des finances. Son décès, trois ans avant celui de Sékou Touré, donne lieu à des funérailles nationales.

## Littérature
- Hommage à Elhadj Saifoulaye Diallo par le PDG[1].